# البطاطا الألمانية
البطاطا الألمانية (بالألمانية: Bratkartoffeln) (ويشار إليها أيضاً البطاطا الألمانية المقلية) وهو اسم لبطاطا مقلية[1] أو إعداد لبطاطا حيث تكون مقطعة إلى أحجام متساوية الحجم و الشكل، وتكون مقلية أو مقلية جداً، واحياناً تحضر مع مكونات اضافية مطبوخة كالبصل، البصل الأخضر و لحم الخنزير المقدد. ومنذ سبعينيات القرن التاسع عشر، الاطباق تحت هذا المسمى تم إدراجها في كتب الطبخ البريطانية والأمريكية. 